# Malcolm C. Bert
Malcolm C. Bert (Pittsburgh, 4 dicembre 1902 – Westlake Village, 18 marzo 1973) è stato uno scenografo statunitense.

## Biografia
Due volte ha ricevuto la nomination ai Premi Oscar nella categoria migliore scenografia, nel 1955 e nel 1958.

## Filmografia parziale

### Cinema
- È nata una stella (1954)
- Gioventù bruciata (1955)
- La ragazza di Las Vegas (1955)
- La valle dell'Eden (1955)
- Sì, signor generale (1957)
- La signora mia zia (1958)
- I segreti di Filadelfia (1959)
- Febbre nel sangue (1961)

### Televisione
- - Strega per amore - serie TV (1965)

## Riconoscimenti
Premio Oscar
- 1955 - Candidatura come Miglior scenografia per È nata una stella
- 1958 - Candidatura come Miglior scenografia per La signora mia zia